# 埃斯莫里斯
埃斯莫里斯（葡萄牙語：Esmoriz）是葡萄牙阿威罗区的一个堂区。总面积9.05平方公里，总人口10993人，人口密度1214.7人/平方公里。